# كأس السوبر الآسيوي 1999
كأس السوبر الآسيوي 1999 هي بطولة كأس السوبر الآسيوي الخامسة، لعبت المبارة بين جوبيلو إيواتا الياباني الفائز في بطولة الأندية الآسيوية ونادي الاتحاد السعودي بطل كأس الكؤوس الآسيوية 1999.

## المبارة
| الفريق الأول  | إجم.  | الفريق الثاني | مباراة الذهاب | مباراة الإياب |
| ------------- | ----- | ------------- | ------------- | ------------- |
| جوبيلو إيواتا | 2 - 2 | الاتحاد       | 1–0           | 1–2           |

### المباراة الأولى
| جوبيلو إيواتا   | 1 – 0 | الاتحاد |
| --------------- | ----- | ------- |
| ماساشي ناكاياما |       |         |

### المباراة الثانية
| الاتحاد                          | 2–1 | جوبيلو إيواتا       |
| -------------------------------- | --- | ------------------- |
| الحسن اليامي 78' · محمد أمين 90' |     | ماساشي ناكاياما 58' |

## البطل
| بطل كأس السوبر الآسيوي 1999 نادي جوبيلو إيواتا |
| ---------------------------------------------- |
| · اليابان · للمرة الأولى                       |